# Championnats d'Europe de boxe amateur 1985
Navigation
Édition précédente Édition suivante
La 26e édition des championnats d'Europe de boxe amateur s'est déroulée à Budapest, Hongrie, du 25 mai au 2 juin 1985. 

## Résultats

### Podiums
| Catégories                    | Or                    | Argent              | Bronze                                 |
| Poids mi-mouches (-48 kg)     | Rene Breitbarth       | Ivailo Marinov      | Robert Isaszegi Karimzhan Abdrakhmanov |
| Poids mouches (-51 kg)        | Dieter Berg           | Andrea Mannai       | Shawn Casey Krassimir Cholakov         |
| Poids coqs (-54 kg)           | Ljubisa Simic         | Aleksandar Khristov | Jarmo Eskelinen Tibor Botos            |
| Poids plumes (-57 kg)         | Samson Khachatryan    | Dragan Konovalov    | Tomasz Nowak Jari Gronroos             |
| Poids légers (-60 kg)         | Emil Chuprenski       | Torsten Koch        | Nurlan Abdukalykov Jose Tuominen       |
| Poids super-légers (-63,5 kg) | Siegfried Mehnert     | Imre Bacskai        | Vyacheslav Yanovskiy Mirko Puzovic     |
| Poids welters (-67 kg)        | Israel Akopkokhyan    | Joni Nyman          | Dragan Vasiljevic Borislav Abadshiev   |
| Poids super-welters (-71 kg)  | Michael Timm          | Babken Sagradyan    | Sandor Hranek Mihail Takov             |
| Poids moyens (-75 kg)         | Henry Maske           | Zoltan Fuzesy       | Filko Rushukliev Doru Maricescu        |
| Poids mi-lourds (-81 kg)      | Nurmagomed Shanavazov | Markus Bott         | John Beckles Pero Tadic                |
| Poids lourds (-91 kg)         | Aleksandr Yagubkin    | Gyula Alvics        | Dejan Kirilov Arnold Vanderlyde        |
| Poids super-lourds (+91 kg)   | Ferenc Somodi         | Vyacheslav Yakovlev | Janusz Zarenkiewicz Aziz Salihu        |

### Tableau des médailles
| Place | Pays                 | Médaille d'or, Europe | Médaille d'argent, Europe | Médaille de bronze, Europe | Total |
| ----- | -------------------- | --------------------- | ------------------------- | -------------------------- | ----- |
| 1     | Allemagne de l'Est   | 5                     | 1                         | 0                          | 6     |
| 2     | Union soviétique     | 4                     | 2                         | 3                          | 9     |
| 3     | Hongrie              | 1                     | 3                         | 3                          | 7     |
| 4     | Bulgarie             | 1                     | 2                         | 5                          | 8     |
| 5     | Yougoslavie          | 1                     | 1                         | 4                          | 6     |
| 6     | Finlande             | 0                     | 1                         | 3                          | 4     |
| 7     | Italie               | 0                     | 1                         | 0                          | 1     |
| 7     | Allemagne de l'Ouest | 0                     | 1                         | 0                          | 1     |
| 9     | Pologne              | 0                     | 0                         | 2                          | 2     |
| 10    | Roumanie             | 0                     | 0                         | 1                          | 1     |
| 10    | Irlande              | 0                     | 0                         | 1                          | 1     |
| 10    | Angleterre           | 0                     | 0                         | 1                          | 1     |
| 10    | Pays-Bas             | 0                     | 0                         | 1                          | 1     |
| Total | 13 pays médaillés    | 12                    | 12                        | 24                         | 48    |